# Samuel Bernabé
Samuel Bernabé ist ein ehemaliger mexikanischer Fußballspieler, der vorwiegend im Mittelfeld agierte.

## Laufbahn

### Spieler
Bernabé gehörte in den Spielzeiten 1977/78 und 1978/79 zum Kader der ersten Mannschaft des Club Deportivo Guadalajara, für den er insgesamt 21 Einsätze absolvierte. In der Saison 1977/78 erzielte er zwei Tore in der höchsten mexikanischen Spielklasse zum 1:0-Sieg gegen Union de Curtidores am 17. November 1977 und zum 2:2-Endstand gegen den Club Deportivo Tampico am 22. Dezember 1977.
In der darauffolgenden Saison 1978/79 erzielte Bernabé zwei Tore im Nachwuchsturnier Torneo de Nuevos Valores 1978.
Anschließend wechselte Bernabé zum Ligakonkurrenten Atlético Potosino, bei dem er in der Saison 1979/80 spielte und einen Treffer zum 1:1-Endstand im Auswärtsspiel bei den Tecos UAG am 5. Januar 1980 erzielte.

### Trainer
Obwohl Bernabé noch lange nicht das Alter erreicht hatte, in dem andere Fußballspieler für gewöhnlich ihre Laufbahn beenden, war seine aktive Karriere bereits zu Beginn der 1980er-Jahre beendet und er arbeitete fortan als Trainer. Zunächst betreute er in den Spielzeiten 1984/85 und 1985/86 den in der viertklassigen Tercera División spielenden Club Deportivo Ayense und später arbeitete er im Trainerstab des Nachwuchsbereiches von CD Chivas USA, einem Tochterunternehmen seines ehemaligen Vereins Deportivo Guadalajara.